# Munkfors
Munkfors ist ein Ort (tätort) in der schwedischen Provinz Värmlands län und der historischen Provinz Värmland.
Der Ort ist Hauptort und einziger tätort der gleichnamigen Gemeinde. Ein kleiner Teil (7 Hektar) der Fläche des Ortes mit 9 Einwohnern (2015) gehört zur nördlich benachbarten Gemeinde Hagfors.

## Söhne und Töchter des Ortes
- Tage Erlander (1901–1985), schwedischer Ministerpräsident (1946–1969), geboren in Ransäter, Gemeinde Munkfors
- Charlotte Karlinder (* 1975), schwedisch-deutsche Fernsehmoderatorin